# Technikum nr 8 w Katowicach
Technikum nr 8 im. Obrońców Poczty Polskiej w Gdańsku w Katowicach (dawniej Zespół Szkół Łączności) – szkoła ponadpodstawowa w Katowicach mieszcząca się w zabytkowym budynku przy ulicy Adama Mickiewicza 16.
W 2013 utworzono Technikum nr 8 na miejscu wcześniejszego Zespołu Szkół Łączności.

## Kierunki
W skład technikum wchodzą następujące kierunki:
- technik telekomunikacji;
- technik urządzeń i systemów energetyki odnawialnej;
- technik chłodnictwa i klimatyzacji;
- technik urządzeń dźwigowych.